# Göttinger Landwehr

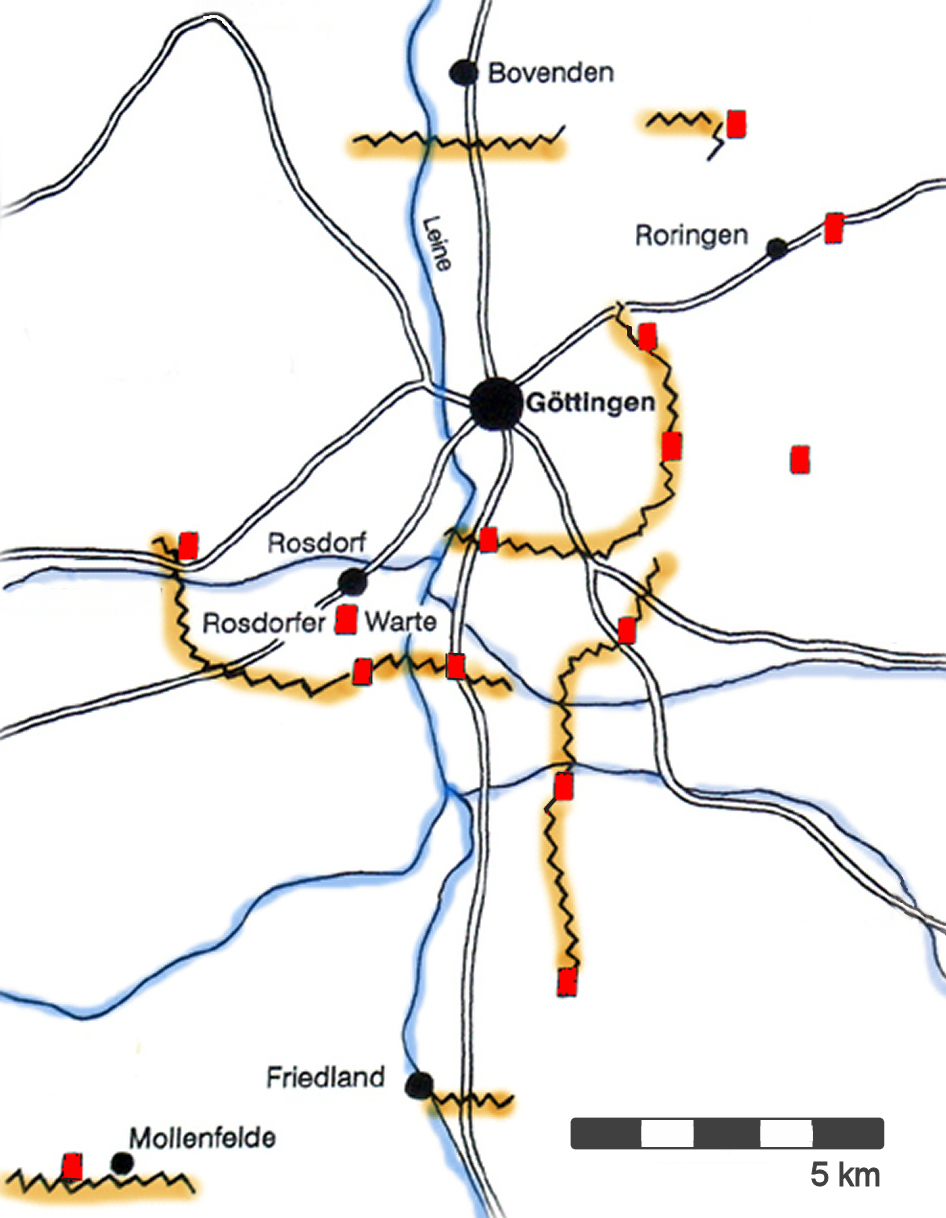
Lageskizze mit den Landwehrlinien (braun) und Warten (rot)

Die Göttinger Landwehr war ein Teil der Befestigungsanlagen der mittelalterlichen Stadt Göttingen. Sie bestand aus Landwehrlinien als Wall- und Grabensystem im Gelände sowie Warten, die sich an wichtigen Straßen befanden. Damit sicherte die Landwehr die Göttinger Feldmark weiträumig im Umland.

## Geschichte
In einer Urkunde erteilte Herzog Otto der Quade 1380 dem Rat der Stadt Göttingen die Genehmigung zur Errichtung einer Landwehr. Sie lautet:
Ok sint we mit on eyndrechtich gheworden, dat se moghen lantwere graven unde graven laten unde warde buwen unde buwen laten, wur on de duncket bequeme unde gud sin, umme de stad to Gottingen unde moghen borchvrede, warde, slaghe unde bome uppe de lantwere setten laten unde de bewaren unde bewachten laten, alse se best moghen, unde dar scholde me uns unde unsere denere ut unde in laten, wanne we dat esschen unde uns des nod is.
(neuhochdeutsch: Auch sind wir [=Herzog Otto, Pluralis majestatis] mit ihnen einig geworden, dass sie um die Stadt Göttingen herum Landwehren graben und graben lassen und Warten bauen und bauen lassen dürfen, wo es ihnen passend und gut zu sein scheint, und Bergfriede, Warten und Schlagbäume auf die Landwehren setzen lassen und sie instandhalten und befestigen lassen dürfen, so gut sie können, und dort soll man uns und unsere Diener aus und ein lassen, wenn wir das fordern und es für uns nötig ist.)
Nach der herzoglichen Genehmigung von 1380 ließ die Stadt Göttingen eine Landwehrlinie im Osten der Stadt errichten, an der die Lohbergwarte und die Hainbergwarte lagen. Sie wurden bereits 1387 während der Göttinger Fehde durch herzogliche Truppen zerstört. Danach folgte ein starker Ausbau der Landwehr mit einer zweiten Linie im Westen und Süden der Stadt, der um 1406 abgeschlossen war. Der Bau einer dritter Landwehrlinie begann 1407 mit dem Bau einer Warte. Anlass dafür waren die Erfahrungen der Stadt Göttingen in einer fünfjährigen Fehde mit dem Erzbischof von Mainz. Die Fehde endete 1405 und brach 1410 wieder aus. Die dritte Landwehrlinie führte nach Süden, wo sie über Friedland hinaus bis fast an die Burg Berlepsch und die Werra heranreichte.
Seine Blütezeit hatte das Göttinger Landwehrsystem im 15. Jahrhundert. Danach wurden die Warttürme aufgegeben und zumeist abgerissen. In einigen Fällen wurden sie als Wohnung oder Schänke nachgenutzt.

## Beschreibung

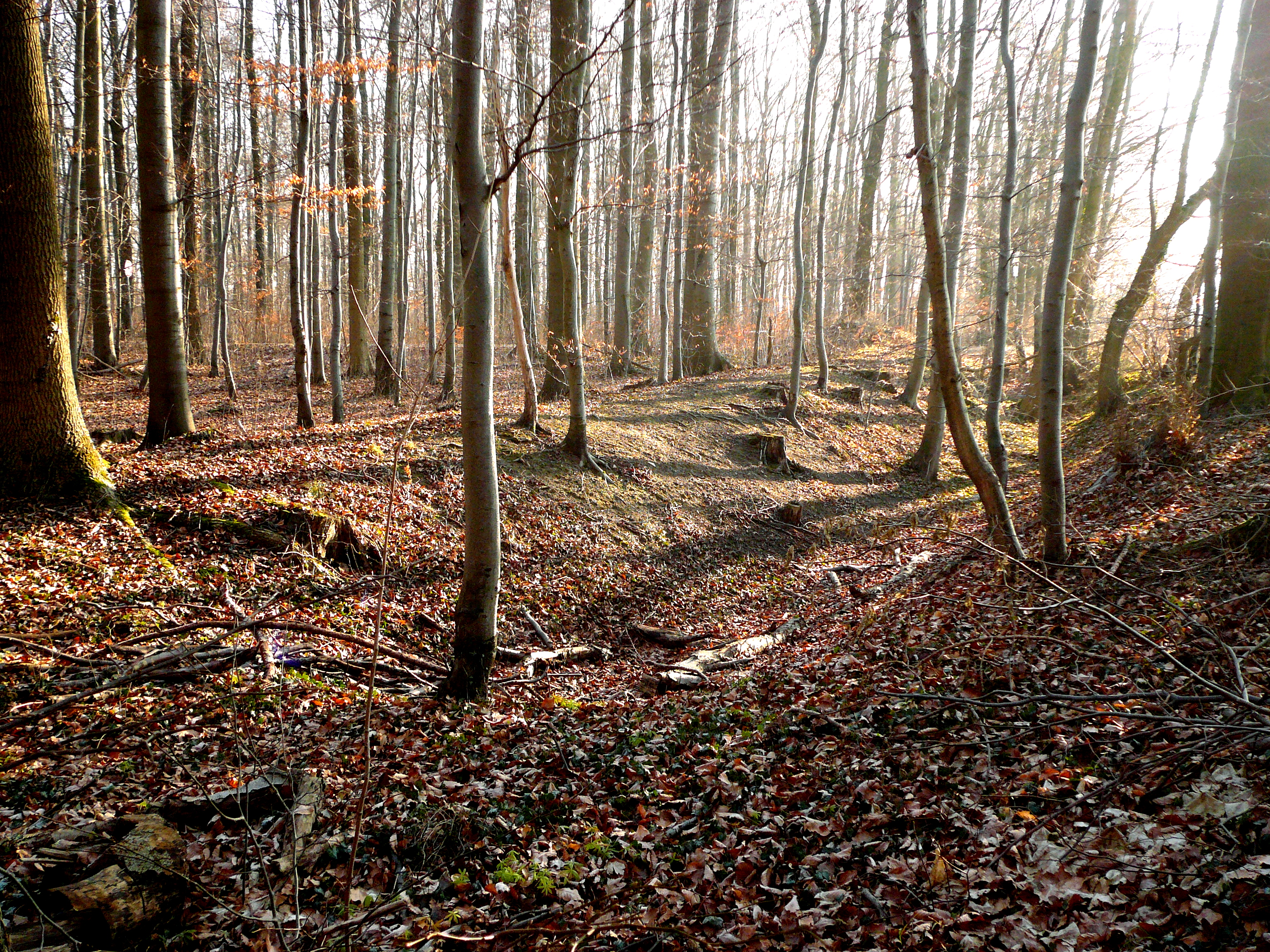
Reste von Wall und Graben der Göttinger Landwehr

Die Göttinger Landwehr bildete keinen geschlossenen Ring um die Stadt. Sie bestand aus mehreren Abschnitten, die in drei Zeitabschnitten entstanden. Eine Landwehrlinie wurde aus bis zu fünf Wällen und drei Gräben gebildet, die hintereinander gestaffelt waren. Die räumliche Tiefe des Befestigungssystems betrug zwischen 10 und annähernd 30 Meter. Das Wall- und Grabensystem der Landwehr hat sich bis heute vor allem in bewaldeten Bereichen erhalten. Die Gräben sind von der Grabensohle bis zur Walloberkante noch zwischen einem und zwei Meter tief.
Im Verlauf der Landwehr gab es folgende Warttürme, von denen die meisten nicht erhalten sind:
| - Backenbergswarte - Dicke Warte - Diemardener Warte um 1400 - Dreckwarte (Grymmenwarte, heute Nähe Landwehrschenke) von 1407 - Hainbergswarte - Hainholzwarte - Jühnder Warte - Kerstlingeröder Warte (Käsenapp) - Kritenwarte - Lohbergwarte | - Olenhusener Warte - Rieswarte von 1442 - Roringer Warte (Bärwinkelswarte) von 1407 - Rosdorfer Warte - Roykebergwarte - Sestelle - Warte an der Auschnippe - Weizenbergwarte - Ziegenhelle |

Als Warten dienten auch der runde Kirchturm der Dorfkirche von Reckershausen und die Burg Friedland mit ihrer Lage an einer bedeutenden Handelsstraße nach Hessen.

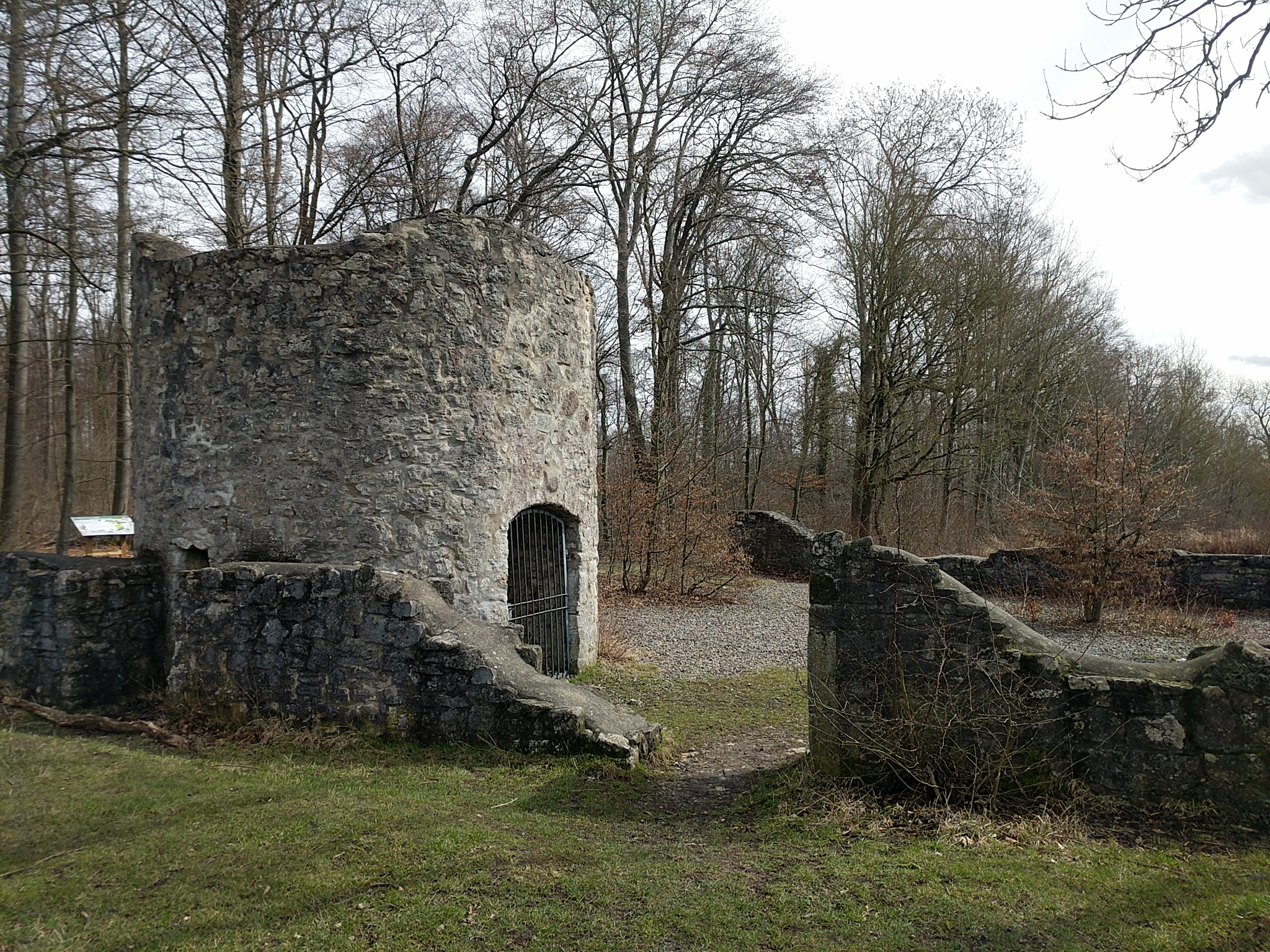
Rieswarte
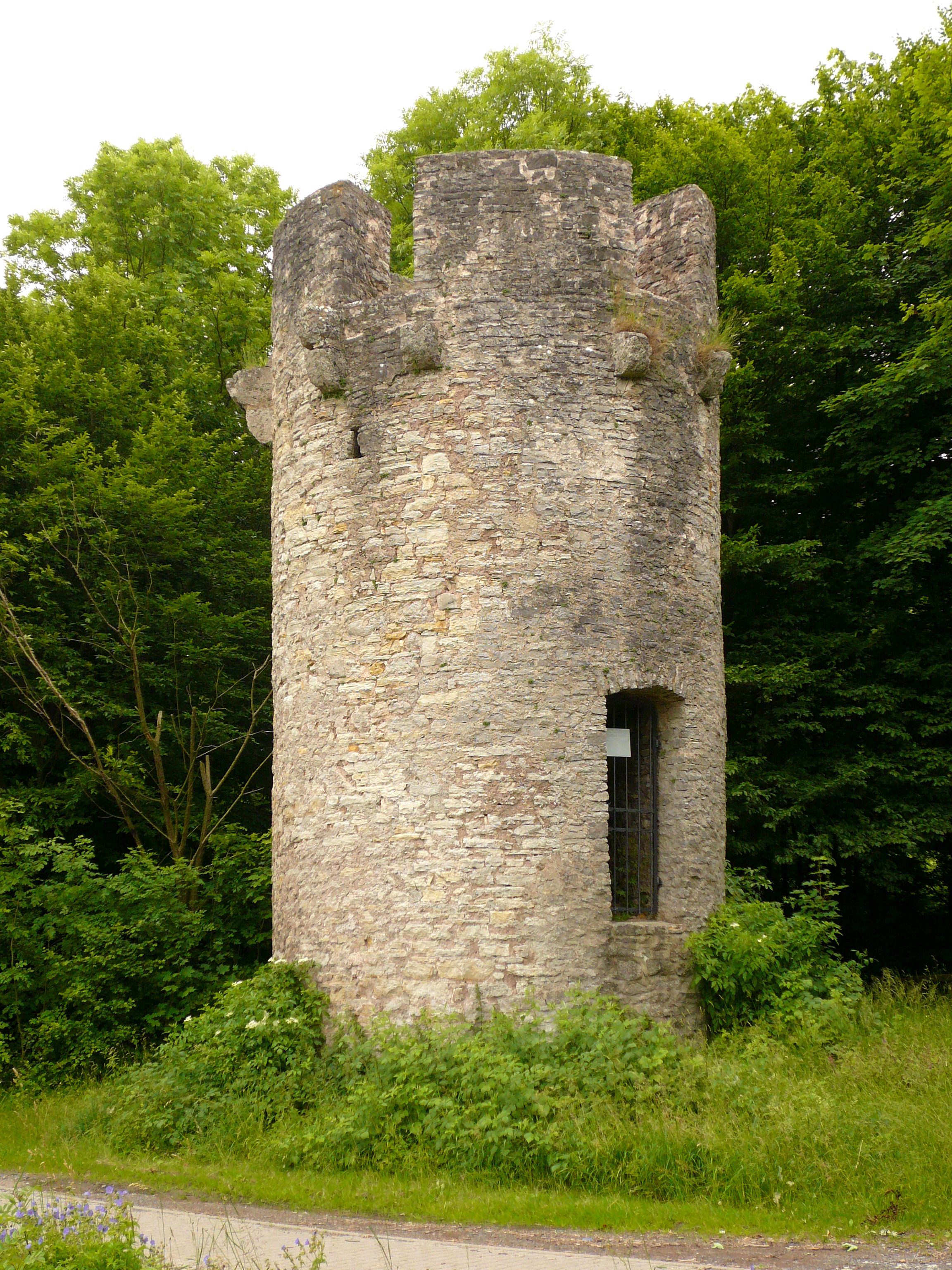
Roringer Warte
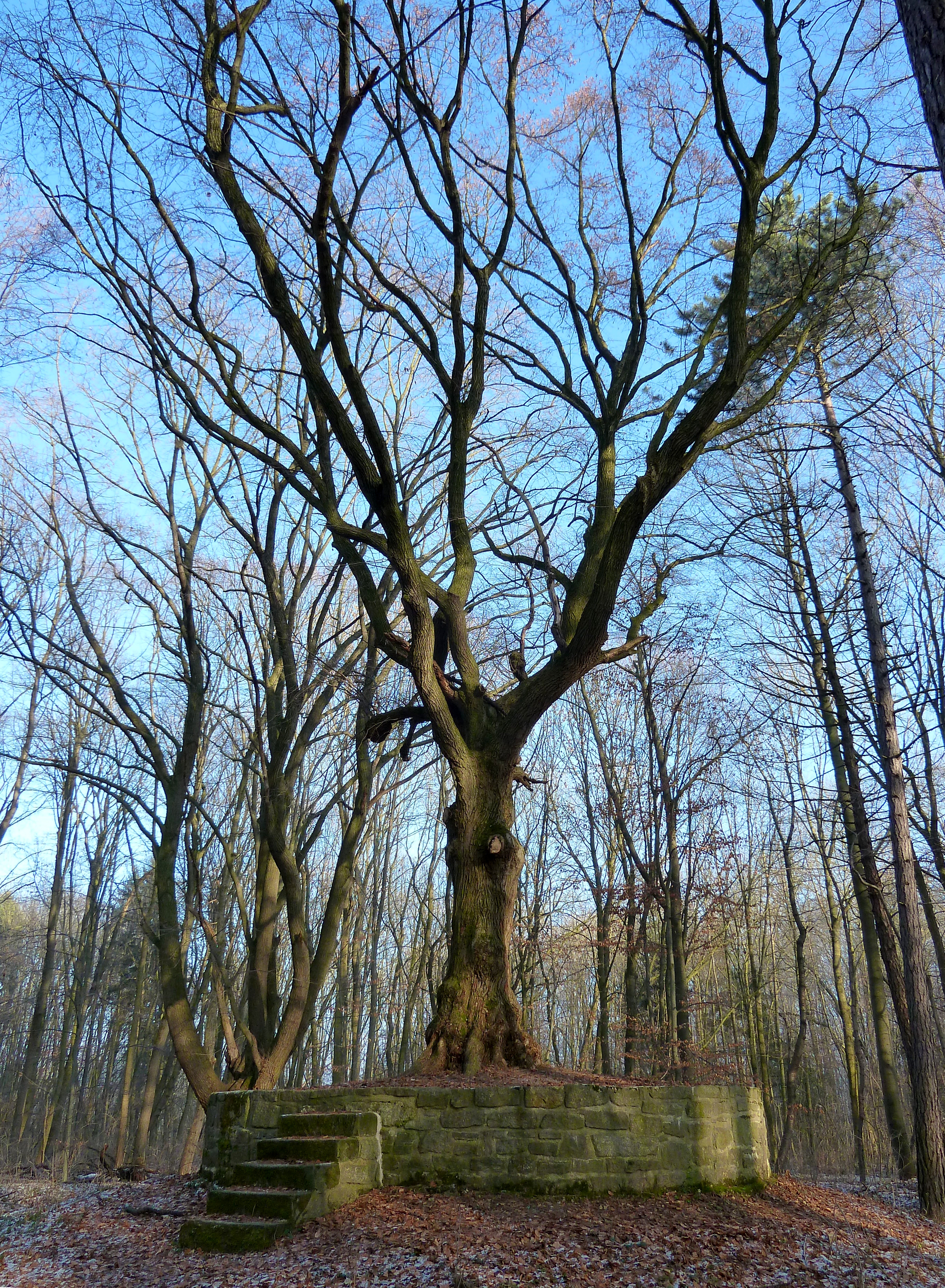
Wartbergswarte
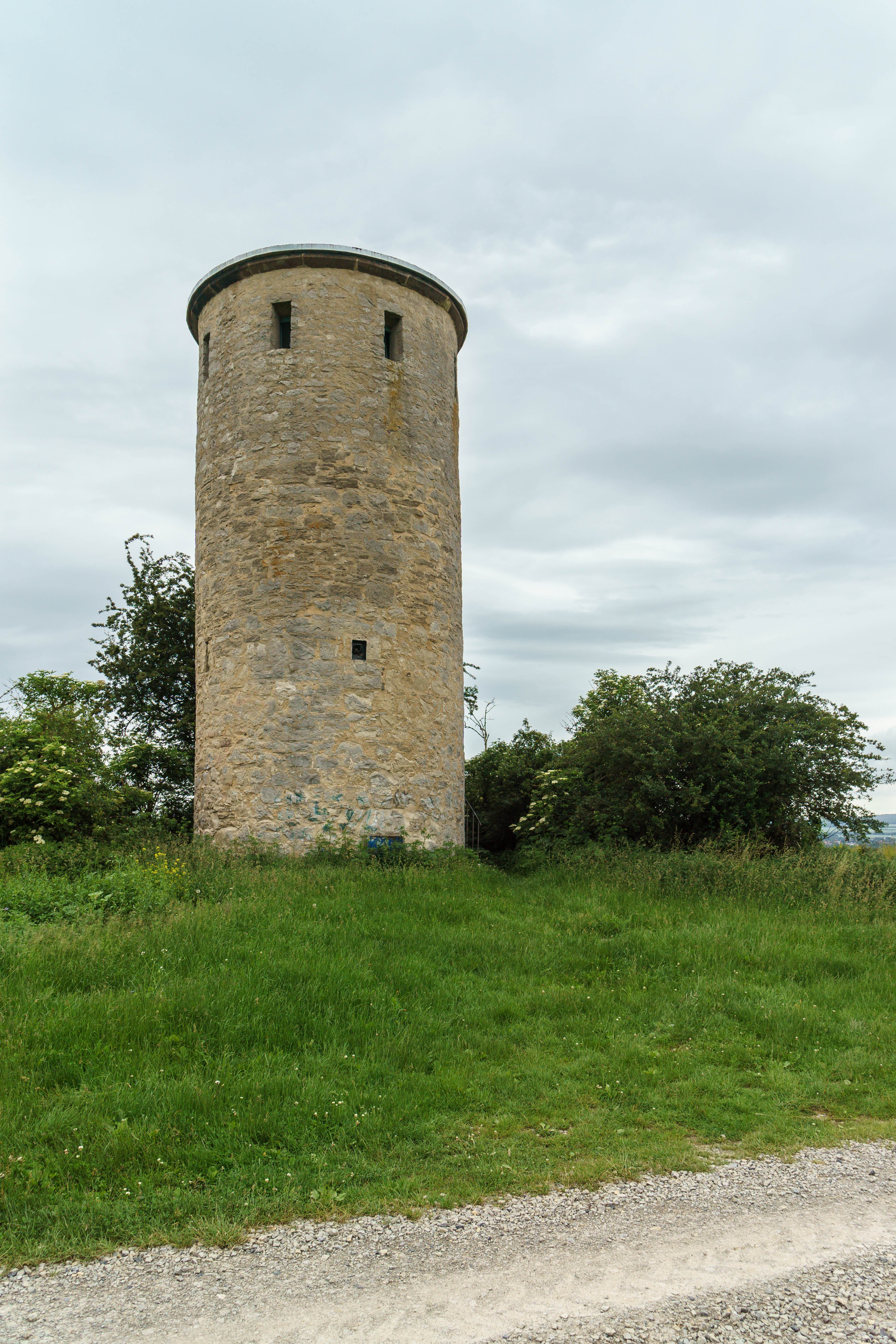
Diemardener Warte
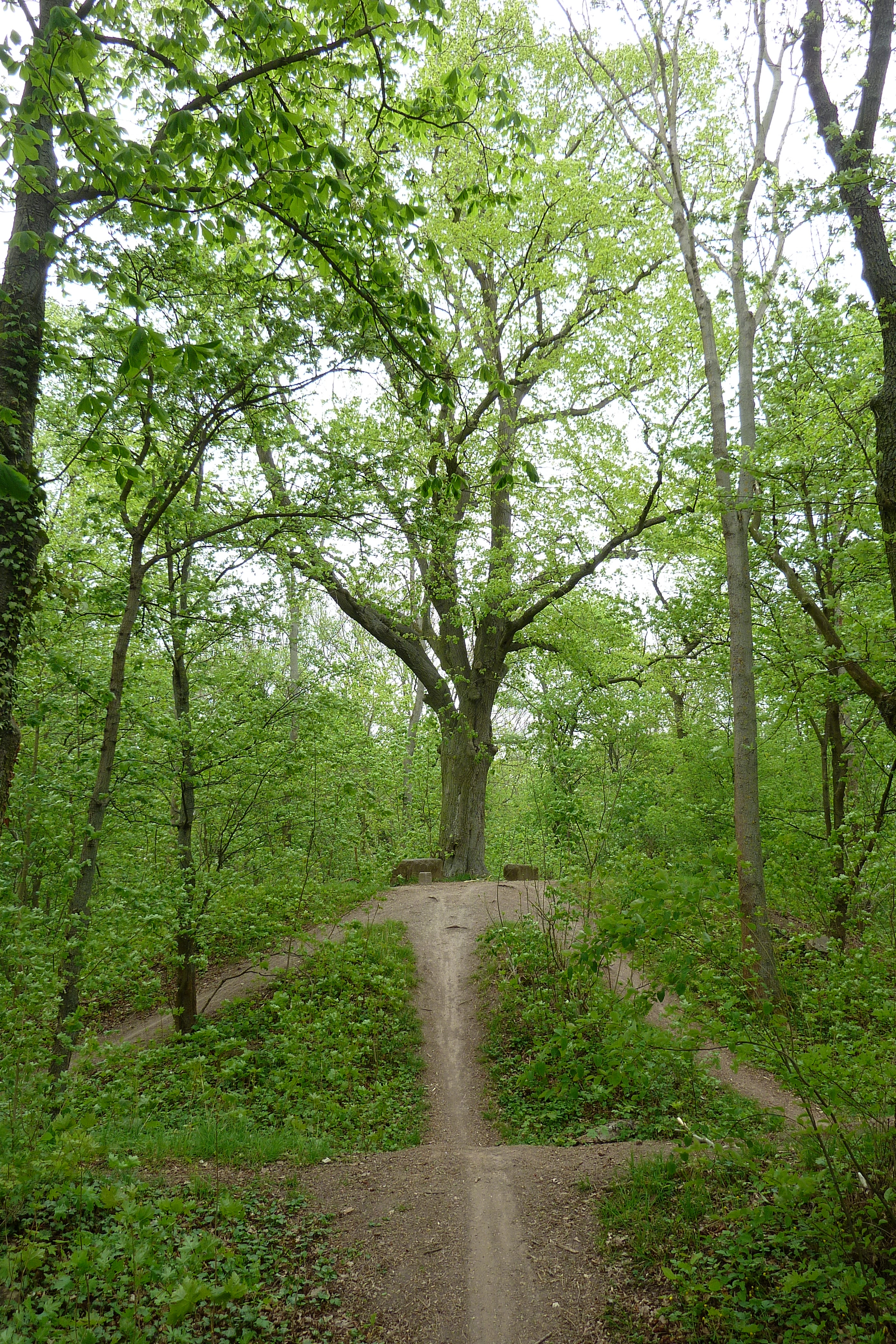
Rosdorfer Warte
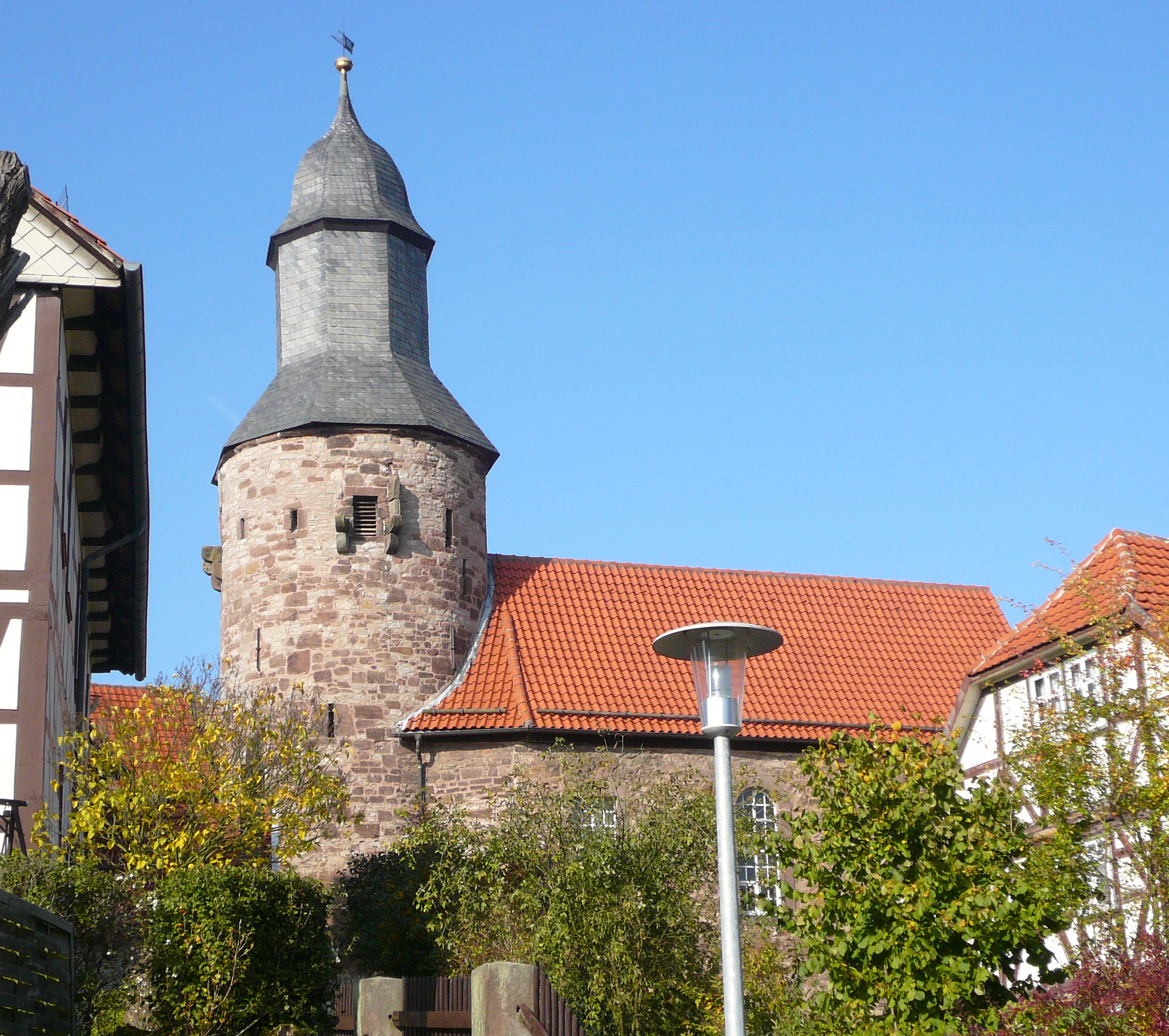
Rundturm der Dorfkirche von Reckershausen

## Funktion
Das Landwehrsystem mit seinen fast ausschließlich an Verkehrswegen liegenden Warttürmen ermöglichte die Lenkung des Verkehrs und die Behinderung von Schmuggel sowie Viehdiebstahl.
Die Warttürme dienten weniger als Frühwarnsystem zum Erspähen von äußeren Feinden, da das Sichtfeld vielfach durch die Höhenzüge des Leinetals eingeschränkt war. Es umfasste einer Sichtbarkeitsanalyse zufolge ein Gebiet von rund 15 × 23 km. Nur von einzelnen Warten konnte das äußere Vorfeld weiträumig eingesehen werden. Dies waren die Backenbergwarte, deren Blick im Leinetal bis Nörten reichte und die Kritenwarte bei Mollenfelde, von der ins Werratal bis Hedemünden gesehen werden konnte.
Den Warten kam vor allem eine Überwachungs- und Kontrollfunktion für das von der Landwehr umgebene Binnengelände zu. Es wird angenommen, dass es von den Warten eine Informationsübermittlung in die Stadt gab. Dafür kommen Meldereiter oder Signale in Betracht. Als zentrale Stelle für die Weiterleitung von optischen Signalen kommt die Warte Sestelle infrage, die Sichtverbindung zu 10 anderen Warten und zum 62 Meter hohen Nordturm der Göttinger St.-Johannis-Kirche hatte.

## Forschungsgeschichte
Archäologische Untersuchungen am Landwehrsystem setzten gegen Ende des 19. Jahrhunderts ein. 1890 untersuchte der Prähistoriker Carl Schuchhardt die Kritenwarte bei Mollenfelde. In der ersten Hälfte des 20. Jahrhunderts wurde die Landwehr anhand historischer Quellen erforscht. Zu einer Ausgrabung am Landwehrsystem kam es in den Jahren 1980 bis 1982 an der Rieswarte durch die Stadtarchäologie Göttingen unter Sven Schütte. 2021 schloss eine Abschlussarbeit an der Universität Göttingen an die über 100-jährige Forschungsgeschichte der Landwehr an. Dabei kam unter anderem eine Sichtbarkeitsanalyse für die Warttürme mit GIS-gestützten Methoden zur Anwendung.
Bis heute sind noch nicht alle Landwehrverläufe und Standorte von Warten lokalisiert.